# Setophaga graciae
Setophaga graciae е вид птица от семейство Parulidae.

## Разпространение
Видът е разпространен в Белиз, Гватемала, Мексико, Никарагуа, Салвадор, САЩ и Хондурас.